# Aeroporto de Mucugê
O Aeroporto de Mucugê (IATA: CHD, ICAO: SNQU) é um aeroporto municipal localizado na Chapada Diamantina que serve o município de Mucugê.

## Companhias Aéreas e Destinos
A partir de abril/2021 a cidade de Mucugê passou a contar com dois voos semanais (às quintas-feiras e aos domingos ligando o Aeroporto de Mucugê ao Aeroporto Internacional de Salvador.
| Companhia Aérea      | Destino  |
| -------------------- | -------- |
| Abaeté Linhas Aéreas | Salvador |

## Características
Possui uma pista de 1400 metros de comprimento por 19 de largura.

## Acesso
O aeroporto fica localizado a 11 km do centro de Mucugê.

## Ver Também
- Aeroporto Internacional de Salvador
- Lista de aeroportos da Bahia